# Teorie velkého třesku (9. řada)
V pořadí devátá řada seriálu Teorie velkého třesku navazuje na osmou řadu. V Česku měla premiéru v roce 2016. 
První díl, vysílaný stanicí CBS dne 21. září 2015, se v anglickém originále jmenoval The Matrimonial Momentum a jeho děj se odehrává v Las Vegas, kde se berou Penny a Leonard. Ostatní sledují svatbu online. Sheldon se mezitím snaží přesvědčit Amy, aby přehodnotila jejich vztah.

## Seznam dílů
| Č. v seriálu | Č. v řadě | Původní název                   | Český název                        | Režie           | Scénář | Premiéra v USA     | Premiéra v ČR     | Produkční kód | Sledovanost v USA (v mil.) |
| ------------ | --------- | ------------------------------- | ---------------------------------- | --------------- | --- | ------------------ | ----------------- | ------------- | -------------------------- |
| 184          | 1         | The Matrimonial Momentum        | Raketový nástup pomanželské krize  | Mark Cendrowski | námět: Chuck Lorre, Jim Reynolds a Maria Ferrari scénář: Steven Molaro, Steve Holland a Eric Kaplan                   | 21. září 2015      | 23. června 2016   | 4X7201        | 18,20                      |
| 185          | 2         | The Separation Oscillation      | Oscilace kolem rozchodů            | Mark Cendrowski | námět: Steven Molaroa, Steve Holland a Tara Hernandez scénář: Chuck Lorre, Jim Reynolds a Maria Ferrari               | 28. září 2015      | 27. června 2016   | 4X7202        | 15,23                      |
| 186          | 3         | The Bachelor Party Corrosion    | Selhání vědeckých principů         | Mark Cendrowski | námět: Dave Goetsch & Jim Reynolds & Jeremy Howe scénář: Steven Molaro, Steve Holland a Eric Kaplan                   | 5. října 2015      | 28. června 2016   | 4X7203        | 15,40                      |
| 187          | 4         | The 2003 Approximation          | Aproximace roku 2003               | Mark Cendrowski | námět: Chuck Lorre, Steve Holland a Eric Kaplan scénář: Steven Molaro, Maria Ferrari a Tara Hernandez                 | 12. října 2015     | 29. června 2016   | 4X7204        | 14,96                      |
| 188          | 5         | The Perspiration Implementation | Zvyšování tělesné kondice          | Mark Cendrowski | námět: Chuck Lorre, Eric Kaplan a Maria Ferrari scénář: Steve Holland, Jim Reynolds a Saladin Patterson               | 19. října 2015     | 30. června 2016   | 4X7205        | 14,68                      |
| 189          | 6         | The Helium Insufficiency        | Machinace s heliem                 | Mark Cendrowski | námět: Steve Holland, Maria Ferrari a Anthony Del Broccolo scénář: Steven Molaro, Eric Kaplan a Jim Reynolds          | 26. října 2015     | 4. července 2016  | 4X7206        | 16,32                      |
| 190          | 7         | The Spock Resonance             | Dozvuky Spocka                     | Nikki Lorre     | námět: Chuck Lorre, Jim Reynolds a Tara Hernandez scénář: Steven Molaro, Steve Holland a Jeremy Howe                  | 5. listopadu 2015  | 5. července 2016  | 4X7207        | 14,81                      |
| 191          | 8         | The Mystery Date Observation    | Šmírování tajemného rande          | Mark Cendrowski | námět: Steven Molaro, Eric Kaplan a Jim Reynolds scénář: Chuck Lorre, Steve Holland a Tara Hernandez                  | 12. listopadu 2015 | 6. července 2016  | 4X7208        | 14,92                      |
| 192          | 9         | The Platonic Permutation        | Vystřídání partnerských rolí       | Mark Cendrowski | námět: Jim Reynolds, Jeremy Howe a Tara Hernandez scénář: Steve Holland, Maria Ferrari a Adam Faberman                | 19. listopadu 2015 | 7. července 2016  | 4X7209        | 15,19                      |
| 193          | 10        | The Earworm Reverberation       | Kompenzace zhrzenosti              | Mark Cendrowski | námět: Eric Kaplan, Jim Reynolds a Saladin Patterson scénář: Steven Molaro, Steve Holland a Jeremy Howe               | 11. prosince 2015  | 11. července 2016 | 4X7210        | 15,27                      |
| 194          | 11        | The Opening Night Excitation    | Očekávání premiérové noci          | Mark Cendrowski | námět: Steven Molaro, Eric Kaplan a Tara Hernandez scénář: Steve Holland, Jim Reynolds a Maria Ferrari                | 17. prosince 2015  | 12. července 2016 | 4X7211        | 17,23                      |
| 195          | 12        | The Sales Call Sublimation      | Transformace obchodní schůzky      | Mark Cendrowski | námět: Steve Holland, Jim Reynolds a Saladin K. Patterson scénář: Steven Molaro, Maria Ferrari a Anthony Del Broccolo | 7. ledna 2016      | 13. července 2016 | 4X7212        | 15,85                      |
| 196          | 13        | The Empathy Optimization        | Svérázné projevy empatie           | Mark Cendrowski | námět: Chuck Lorre, Eric Kaplan a Dave Geotsch scénář: Steven Molaro, Steve Holland a Saladin K. Patterson            | 14. ledna 2016     | 14. července 2016 | 4X7213        | 15,75                      |
| 197          | 14        | The Meemaw Materialization      | Přitransportování babči            | Mark Cendrowski | námět: Chuck Lorre, Jim Reynolds a Maria Ferrari scénář: Steven Molaro, Steve Holland a Tara Hernandez                | 4. února 2016      | 18. července 2016 | 4X7214        | 15,29                      |
| 198          | 15        | The Valentino Submergence       | Valentýnské extempore              | Mark Cendrowski | námět: Steve Molaro, Jim Reynolds a Tara Hernandez scénář: Steve Holland, Eric Kaplan a Jeremy Howe                   | 11. února 2016     | 19. července 2016 | 4X7215        | 16,25                      |
| 199          | 16        | The Positive Negative Reaction  | Negativní reakce na pozitivní test | Mark Cendrowski | námět: Eric Kaplan, Jim Reynolds a Saladin Patterson scénář: Steven Molaro, Steve Holland a Maria Ferrari             | 18. února 2016     | 20. července 2016 | 4X7216        | 15,24                      |
| 200          | 17        | The Celebration Experimentation | Experimentování s oslavou          | Mark Cendrowski | námět: Chuck Lorre, Eric Kaplan a Jeremy Howe scénář: Steven Molaro, Steve Holland a Tara Hernandez                   | 25. února 2016     | 21. července 2016 | 4X7217        | 15,94                      |
| 201          | 18        | The Application Deterioration   | Rozčarování z patentové smlouvy    | Mark Cendrowski | námět: Steven Molaro, Eric Kaplan a Adam Faberman scénář: Steve Holland, Jim Reynolds a Maria Ferrari                 | 10. března 2016    | 25. července 2016 | 4X7218        | 14,68                      |
| 202          | 19        | The Solder Excursion Diversion  | Zmaření plánované pomsty           | Mark Cendrowski | námět: Bill Prady, Eric Kaplan a Maria Ferrari scénář: Steven Molaro, Steve Holland a Saladin K. Patterson            | 31. března 2016    | 26. července 2016 | 4X7219        | 14,24                      |
| 203          | 20        | The Big Bear Precipitation      | Paralely slzavých údolí            | Mark Cendrowski | námět: Chuck Lorre, Dave Goetsch a Tara Hernandez scénář: Steven Molaro, Steve Holland a Jim Reynolds                 | 7. dubna 2016      | 27. července 2016 | 4X7220        | 13,50                      |
| 204          | 21        | The Viewing Party Combustion    | Úskalí sendviče na party           | Mark Cendrowski | námět: Eric Kaplan, Maria Ferrari a Jeremy Howe scénář: Steven Molaro, Steve Holland a Tara Hernandez                 | 21. dubna 2016     | 28. července 2016 | 4X7221        | 14,16                      |
| 205          | 22        | The Fermentation Bifurcation    | Nástrahy degustace                 | Nikki Lorre     | námět: Steven Molaro, Jim Reynolds a Anthony Del Broccolo scénář: Chuck Lorre, Steve Holland a Tara Hernandez         | 28. dubna 2016     | 1. srpna 2016     | 4X7222        | 14,13                      |
| 206          | 23        | The Line Substitution Solution  | Protest proti předbíhání ve frontě | Anthony Rich    | námět: Steve Holland, Saladin K. Patterson a Tara Hernandez scénář: Steven Molaro, Eric Kaplan a Maria Ferrari        | 5. května 2016     | 2. srpna 2016     | 4X7223        | 13,22                      |
| 207          | 24        | The Convergence Convergence     | Scestný záchvat paranoie           | Mark Cendrowski | námět: Steven Molaro, Tara Hernandez a Adam Faberman scénář: Chuck Lorre, Steve Holland a Jeremy Howe                 | 12. května 2016    | 3. srpna 2016     | 4X7224        | 14,73                      |